# Анастас Антикаджиев
Анастас Тасев Антикаджиев е български търговец, общественик, дарител, революционер, участник в борбата за българска църковна независимост.

## Биография
Антикаджиев е роден на 6 август 1860 година в град Петрич, който тогава е в Османската империя. Остава рано сирак. Учи в новобългарското училище в Петрич при Агапий Войнов. Замогва се от търговия. Активно участва в просветните и църковните борби в Петричко. Става член на Петричката българска община, училищен настоятел и църковен епитроп. Антикаджиев финансира изграждането на църквата „Свети Николай“ в Петрич в 1880 година, както и отварянето на основно и трикласно българско училище в града през 1904 година, като султанският ферман за училището е на негово име. Член е на кундуро-папукчийския еснаф в града.
В 1899 година Антикаджиев е сред основателите на комитет на Вътрешната македоно-одринска революционна организация в Петрич. По време на Горноджумайското въстание от 26 септември до 8 октомври 1902 година е задържан от властите в местния затвор, заедно с общинския председател свещеник Александър Попзахариев и други общинари и градски първенци. След Солунските атентати от април 1903 година, Антикаджиев отново е арестуван и затворен в солунския затвор Едикуле. Малко по-късно, след Илинденско-Преображенското въстание е изпратен на заточение в Диарбекир.
След Младотурската революция от 1908 година става активист на Съюза на българските конституционни клубове. Антикаджиев е сред делегатите на Втория конгрес на съюза, състоял се през август 1909 година в Солун.
При освобождението на Петрич по време на Балканската война през октомври 1912 година е избран в първата българска местна власт за съветник, а от 31 май 1913 година за кратко става кмет на града. По време на Междусъюзническата война, като кмет, заедно с още трима общински съветници, отпускат на общинския съвет заем от 60 наполеона (1200 златни лева) лични средства. Сумата е разпределена между най-бедните от бежанците, намерили убежище в града. По същото време, той играе важна роля за освобождаването на няколко десетки души гъркомани от Петрич, задържани в полицейския затвор, като заложници.
Антикаджиев е почетен председател на Търговското дружество в Петрич (до 1934) и един от основателите и пръв председател е на клона на Българския червен кръст в града, благодетелен член на клона на Съюза за закрила на децата и активен деец на читалище „Братя Миладинови“.
Антикаджиев е виден дарител в Петричкия край, като подпомага редица църкви и училища. В 1935 година със собствени средства построява църквата „Въведение Богородично“ в града, като средствата, събирани в нея се използват за издръжка на училищна трапезария за бедни ученици.
В 1936 година Антикаджиев е удостоен с почетния знак „За насърчение към человеколюбие“, ІІ степен, а в 1937 година е обявен за почетен и благодетелен гражданин на Петрич.
През 1950 година Анастас Антикаджиев е интерниран със семейството си в град Твърдица. Завръща се в Петрич през 1955 година. Умира в родния си град на 4 февруари 1956 година на преклонна възраст.